# Prvić
Koordinati:   43°43′45″N, 15°45′42″E
Prvić je otok v šibeniškem arhipelagu. Leži okoli 2,8 km jugovzhodno od Vodic, od kopnega je oddvojen s Šibeniškim kanalom. Površina otoka je 2,37 km², dolžina obale pa 10,63 km. Otok se proti severozahodu blago, proti jugozahodu pa strmo spošča proti morski obali. Najvišji vrh otoka je 79 mnm visoki Vitković. Na otoku sta dve naselji: Prvić Luka in Prvić Šepurine, v katerih prebiva 453 prebivalcev (štetje 2001).

## Zgodovina
Prvić je bil naseljen že v srednjem veku. Takrat je tudi dobil ime po hrvaškem bogu (Prvić pomladni bog). V tem obdobju so otok prvi naselili samostanski bratje, ki so 1461 prišeli z gradnjo samostana in cerkve. Otok so kasneje naseljevale plemiške družine iz Šibenika, še posebno leta 1649, ko so na otok bežali pred kugo, ki je takrat pustošila po Šibeniku. V začetku 20. stol. je bil Prvić najgosteje naseljen hrvaški otok, s povprečjem 1300 prebivalcev na 1 km². Danes pa je Prvić edini otok, manjši od 15 km², ki ima dve naselji.